# Wat een geluk

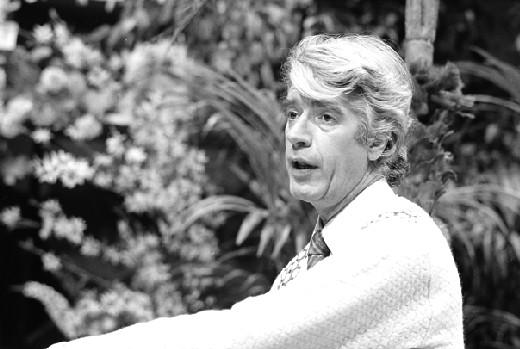
Rudi Carell, zanger van het liedje

Wat een geluk (dat ik een stukje van de wereld ben) was de Nederlandse inzending naar het Eurovisiesongfestival van 1960. Het liedje werd vertolkt door Rudi Carrell, die de eerste mannelijke Nederlandse vertegenwoordiger was bij het Songfestival.
Het lied was gecomponeerd door Dick Schallies op een tekst van Willy van Hemert. In de tekst wordt het levensgeluk bezongen door iemand die hierover bericht aan zijn geliefde. En al die blijdschap komt enkel door jou / Omdat ik vreselijk, ongeneeslijk van je hou.
Tijdens het Eurovisiesongfestival 1960 behaalde Carell met dit liedje de een-na-laatste plaats. Hij kreeg slechts twee punten. Het festival van dat jaar werd gewonnen door Jacqueline Boyer, met het liedje Tom Pilibi. 

## Referentie
- Bladmuziek (manuscript) op www.muziekschatten.nl